# 1992年バルセロナオリンピックのフランス選手団
1992年バルセロナオリンピックのフランス選手団（1992ねんバルセロナオリンピックのフランスせんしゅだん）は、1992年7月25日から8月9日にかけてスペインのカタルーニャ州バルセロナで開催された1992年バルセロナオリンピックのフランス選手団、およびその競技結果。

## 概要
今大会は金メダル8個、銀メダル5個、銅メダル16個の合計29個のメダルを獲得した。

## メダル
| メダル | 選手名                                                                                | 競技   | 種目                       |
| ------ | ------------------------------------------------------------------------------------- | ------ | -------------------------- |
| 金     | マリー・ジョゼ・ペレク                                                                | 陸上   | 女子400m                   |
| 金     | セシル・ノバック                                                                      | 柔道   | 女子48kg以下級             |
| 金     | カトリーヌ・フローリ                                                                  | 柔道   | 女子61kg以下級             |
| 銀     | ジャニー・ロンゴ                                                                      | 自転車 | 女子個人ロードレース       |
| 銀     | パスカル・タイヨ                                                                      | 柔道   | 男子86kg以下級             |
| 銅     | ステファン・キャロン                                                                  | 競泳   | 男子100m自由形             |
| 銅     | フランク・エスポジット                                                                | 競泳   | 男子200mバタフライ         |
| 銅     | カトリーヌ・プレビンスキー                                                            | 競泳   | 女子100mバタフライ         |
| 銅     | エルベ・ブザール ディディエ・フェブル＝ピエレ フィリップ・ゴーモン ジャンルイ・アレル | 自転車 | 男子チームタイムトライアル |
| 銅     | ベルトラン・ダメサン                                                                  | 柔道   | 男子78kg以下級             |
| 銅     | ダビド・ドゥイエ                                                                      | 柔道   | 男子95kg超級               |
| 銅     | レティシア・メイニャン                                                                | 柔道   | 女子72kg以下級             |
| 銅     | ナタリナ・ルピノ                                                                      | 柔道   | 女子72kg超級               |